# Poecilostachys hildebrandtii
Poecilostachys hildebrandtii är en gräsart som beskrevs av Eduard Hackel. Poecilostachys hildebrandtii ingår i släktet Poecilostachys och familjen gräs. Inga underarter finns listade i Catalogue of Life.